# Fergusonina frenchi
Fergusonina frenchi är en tvåvingeart som beskrevs av Tonnoir 1937. Fergusonina frenchi ingår i släktet Fergusonina och familjen Fergusoninidae. Inga underarter finns listade i Catalogue of Life.